# Orechona superba
Orechona superba är en insektsart som beskrevs av Melichar 1926. Orechona superba ingår i släktet Orechona och familjen dvärgstritar. Inga underarter finns listade i Catalogue of Life.